# Dysoptus fasciatus
Dysoptus fasciatus là một loài bướm đêm thuộc họ Arrhenophanidae. Chúng có thể có phân bố rộng ở các khu rừng mưa vùng đất thấp của Amazonia.
Chiều dài cánh trước khoảng 4.1 mm đối với con đực and about 9.1 đối với con cái. Con trưởng thành bay vào đầu tháng 2.